# U-90 (1941)
U-90 — средняя немецкая подводная лодка типа VIIC времён Второй мировой войны.

## История
Заказ на постройку субмарины был отдан 25 января 1939 года. Лодка была заложена 1 октября 1940 года на верфи Флендер-Верке, Любек, под строительным номером 294, спущена на воду 25 октября 1941 года. Лодка вошла в строй 20 декабря 1941 года под командованием капитан-лейтенанта Ганса-Юргена Олдрупа.

### Флотилии
- 20 декабря 1941 года — 30 июня 1942 года — 8-я флотилия (учебная)
- 1 июля — 24 июля 1942 года — 9-я флотилия

### История службы
Лодка совершила один боевой поход. Успехов не достигла.
Потоплена 24 июля 1942 года в Северной Атлантике, в районе с координатами 48°12′ с. ш. 40°56′ з. д. глубинными бомбами с канадского эсминца HMCS St. Croix. 44 погибших (весь экипаж).

### Волчьи стаи
U-90 входила в состав следующих «волчьих стай»:
- Wolf 13 — 21 июля 1942